# 임호서당
임호서당(臨湖書堂)은 경상북도 안동시 임하면 임하1리에 있다. 2010년 3월 12일 안동시의 문화유산 제36호로 지정되었다.